# Римова газела
Римова газела (лат. Gazella leptoceros) је врста сисара из реда папкара (Artiodactyla) и породице шупљорожаца (Bovidae).

## Распрострањење
Ареал римове газеле обухвата већи број држава. Врста има станиште у Египту, Либији, Алжиру, Мароку, Тунису, Судану, Малију, Нигеру и Чаду.

## Станиште
Станиште врсте су пустиње. 

## Угроженост
Ова врста се сматра угроженом.